# Сен-Сезер (Приморская Шаранта)
Сен-Сезе́р (фр. Saint-Césaire) — коммуна во Франции, находится в регионе Пуату — Шаранта. Департамент коммуны — Шаранта Приморская. Входит в состав кантона Бюри. Округ коммуны — Сент.
Код INSEE коммуны — 17314.

## Население
Население коммуны на 2010 год составляло 924 человека.
| 1962 | 1968 | 1975 | 1982 | 1990 | 1999 | 2010 |
| ---- | ---- | ---- | ---- | ---- | ---- | ---- |
| 543  | 619  | 717  | 830  | 858  | 891  | 924  |